# Royal Rumble (2010)
Royal Rumble 2010 fue la vigesimotercera edición de Royal Rumble, un evento pago por visión de lucha libre profesional, producido por la World Wrestling Entertainment. Tuvo lugar el 31 de enero de 2010, desde el Philips Arena en Atlanta, Georgia. Los temas oficiales del evento fueron "Martyr No More" de Fozzy y "Hero" de Skillet. Cabe destacar que este fue el último evento en que participó la marca ECW.

## Argumento

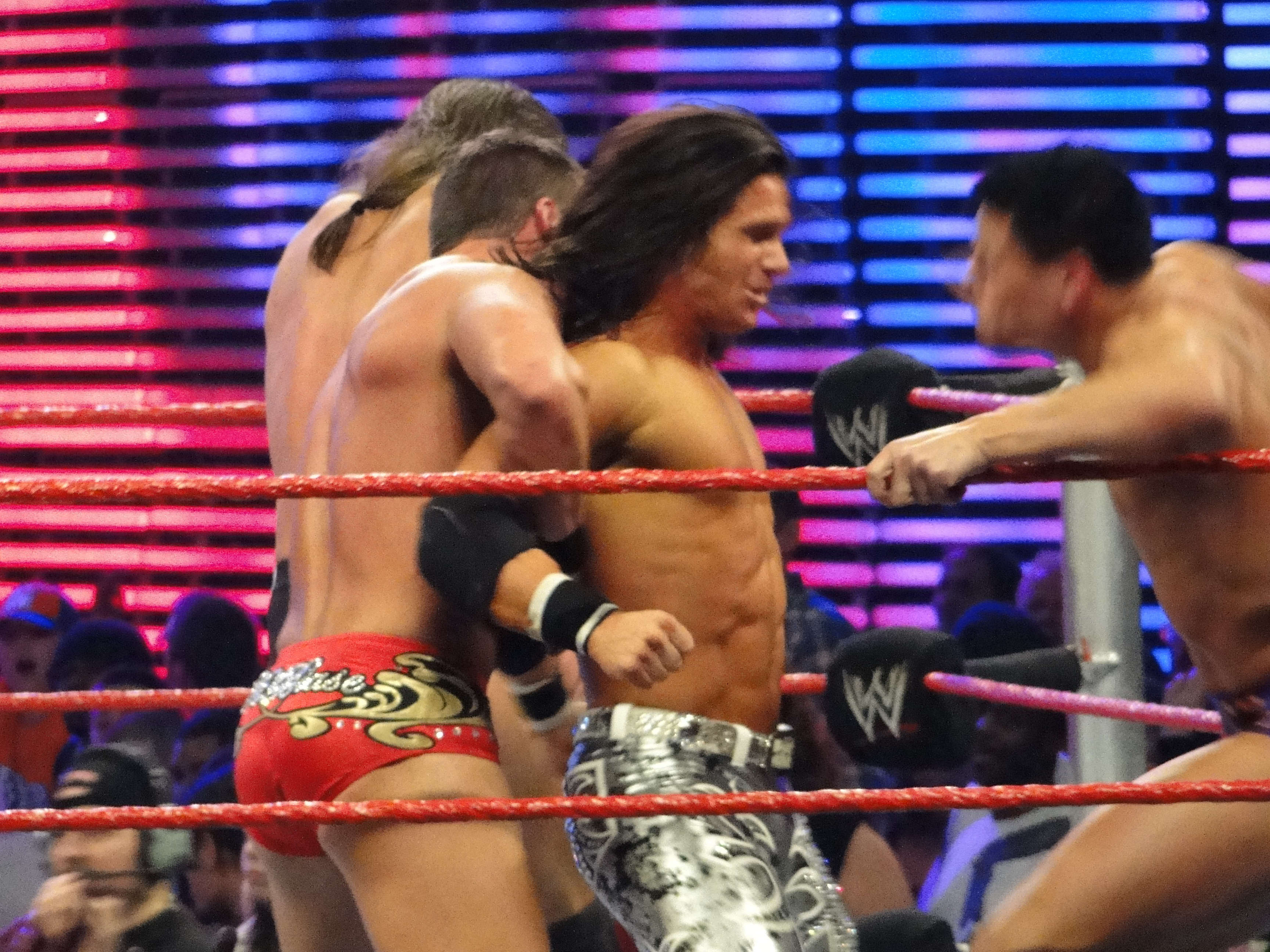
John Morrison durante el Royal Rumble

El 15 de diciembre de 2009 en ECW, la General Mánager de la marca, Tiffany, anunció la celebración de un torneo llamado "ECW Homecoming", el cual consistía en ocho luchas individuales y una Battle Royal entre los ganadores de dichas peleas. El ganador de la Battle Royal se enfrentaría a Christian por el Campeonato de la ECW en Royal Rumble. Esa misma noche, Ezekiel Jackson se clasificó al derrotar a Vladimir Kozlov y Kane se clasificó al derrotar a Zack Ryder. El 22 de diciembre, Yoshi Tatsu se clasificó al derrotar a Jack Swagger y Vance Archer se clasificó al derrotar a Goldust. El 29 de diciembre, Matt Hardy derrotó a Finlay y Evan Bourne a Mike Knox. El 5 de enero de 2010, Shelton Benjamin derrotó a Chavo Guerrero y CM Punk a Mark Henry. El 12 de enero se celebró en ECW la Battle Royal entre los ocho ganadores, siendo ésta ganada por Jackson al eliminar en último lugar a Kane.

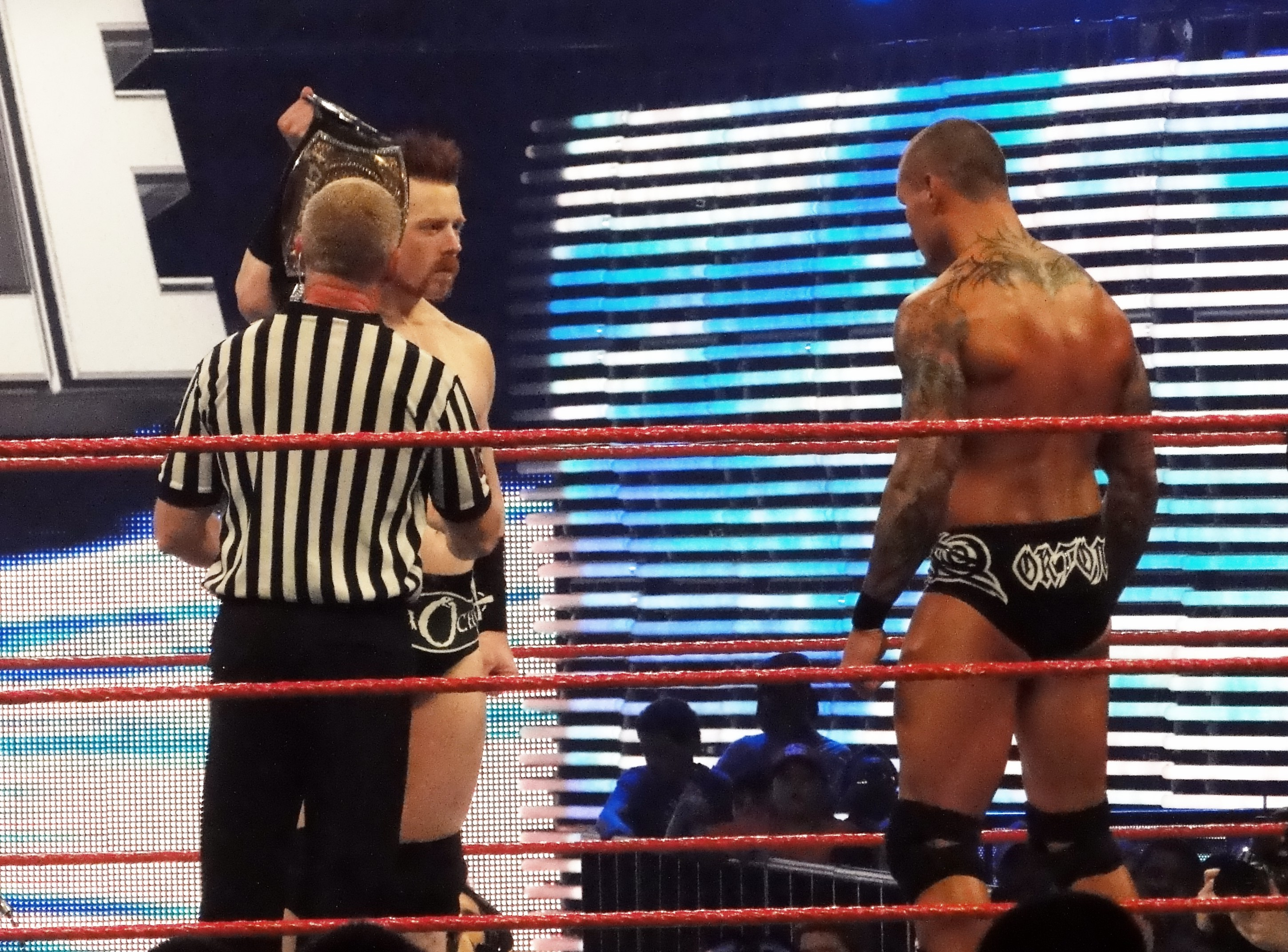
Sheamus antes de su pelea contra Randy Orton.

El 11 de enero de 2010 en RAW, se definió quién retaría a Sheamus por el Campeonato de la WWE mediante una Triple Threat Match entre Randy Orton, Kofi Kingston y John Cena, resultando ganador Randy Orton y logrando así una lucha por el título en este evento.
Durante los meses previos, la Campeona Femenina de la WWE Michelle McCool había estado insultando a Mickie James por su sobrepeso, llamándola "Piggie James" (Puerca James). Ambas se enfrentaron en Survivor Series en una lucha por equipos, la cual ganó el equipo de James y en TLC: Tables, Ladders & Chairs por el título de McCool, pero James fue derrotada. Durante las semanas previas a Rumble, ambas se atacaron en SmackDown, retándose a una pelea en el evento el 15 de enero.
El 31 de diciembre de 2009, la WWE anunció en WWE.com que se haría un torneo "Beat the Clock" para nombrar un contendiente número 1 para el Campeonato Mundial Peso Pesado de la WWE de The Undertaker. El 1 de enero de 2010, en SmackDown!, CM Punk derrotó a Matt Hardy en 7:20 minutos. La siguiente lucha, entre Kane y Dolph Ziggler, acabó sin resultado por exceder el límite de 7:20 minutos. Luego, Rey Mysterio derrotó a Chris Jericho en 7:19, por lo que superó el anterior récord de Punk. Por último, Batista se enfrentó a R-Truth, pero no le ganó por una interferencia de Mysterio, haciendo que se le acabara el tiempo. Sin embargo, a la asistente del general Mánager de SmackDown Vickie Guerrero no le gustó la interferencia de Mysterio, por lo que decretó que el 7 de enero de 2010, Batista y Mysterio se enfrentarían para determinar un retador al título, pero la pelea acabó en empate por una interferencia del Campeón Mundial Peso Pesado The Undertaker. Finalmente, el 15 de enero de 2010, Mysterio derrotó a Batista en un Steel Cage Match, siendo nombrado retador número uno para el título de Undertaker.

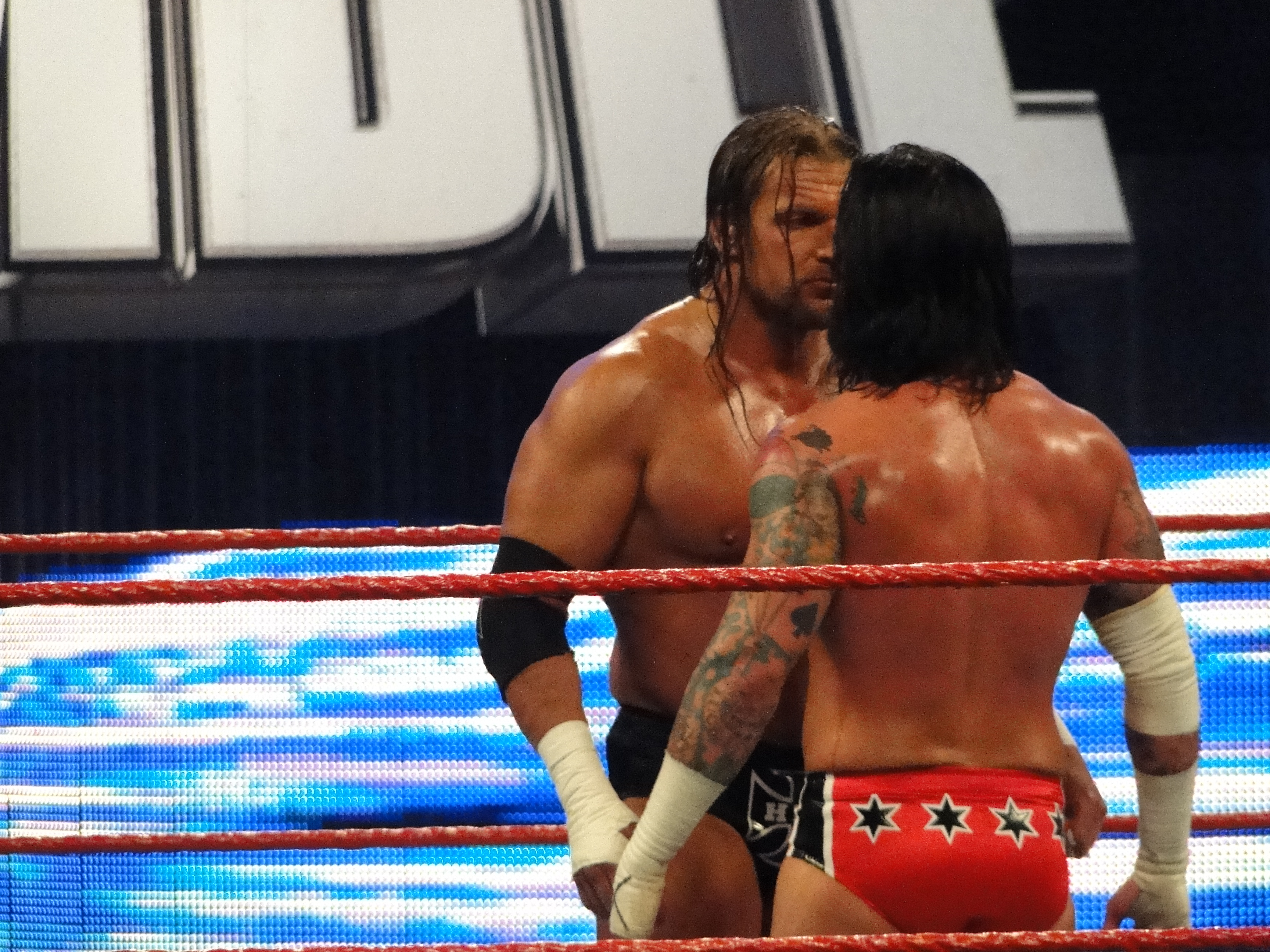
CM Punk durante el Royal Rumble, junto a Triple H.

Royal Rumble contiene la Royal Rumble match, la lucha que da nombre al evento. En ella, 2 luchadores comienzan luchando en el ring y a intervalos de tiempo se irán añadiendo otros 28 luchadores más. Los luchadores que pasen por encima de la tercera cuerda y toquen el suelo con ambos pies serán eliminados hasta que solo quede uno en el ring, quien será el ganador y obtendrá una lucha por un Campeonato Mundial (Campeonato de la WWE, Campeonato Mundial Peso Pesado de la WWE o Campeonato de la ECW) en el evento principal de WrestleMania. El 16 de enero de 2010 en RAW se confirmó que Mark Henry, Cody Rhodes, Ted DiBiase y Evan Bourne estaban clasificados para participar en la Royal Rumble. Luego, el 15 de febrero en SmackDown! se confirmaron las participaciones de Chris Jericho y CM Punk. La siguiente semana en RAW se confirmaron las participaciones de John Cena, Jack Swagger, Montel Vintavious Porter, The Miz, Triple H, Shawn Michaels, The Big Show, Carlito y Kofi Kingston. Al día siguiente, en ECW, se confirmaron las participaciones de Zack Ryder, Shelton Benjamin y Yoshi Tatsu y el 22 de enero en SmackDown! se incluyó a Batista, Kane y The Great Khali. El 28 de enero en Superstars se incluyó a Chris Masters, R-Truth y Matt Hardy. También se clasificaron Santino Marella el 18 de enero, quien no pudo participar por una lesión en su mano y The Hurricane el 19 de enero, quien fue retirado de la Rumble por un escándalo, siendo ambos retirados de la lista de participantes el 29 de enero. También se clasificó William Regal el 19 de enero pero no participó y se retiró

## Recepción

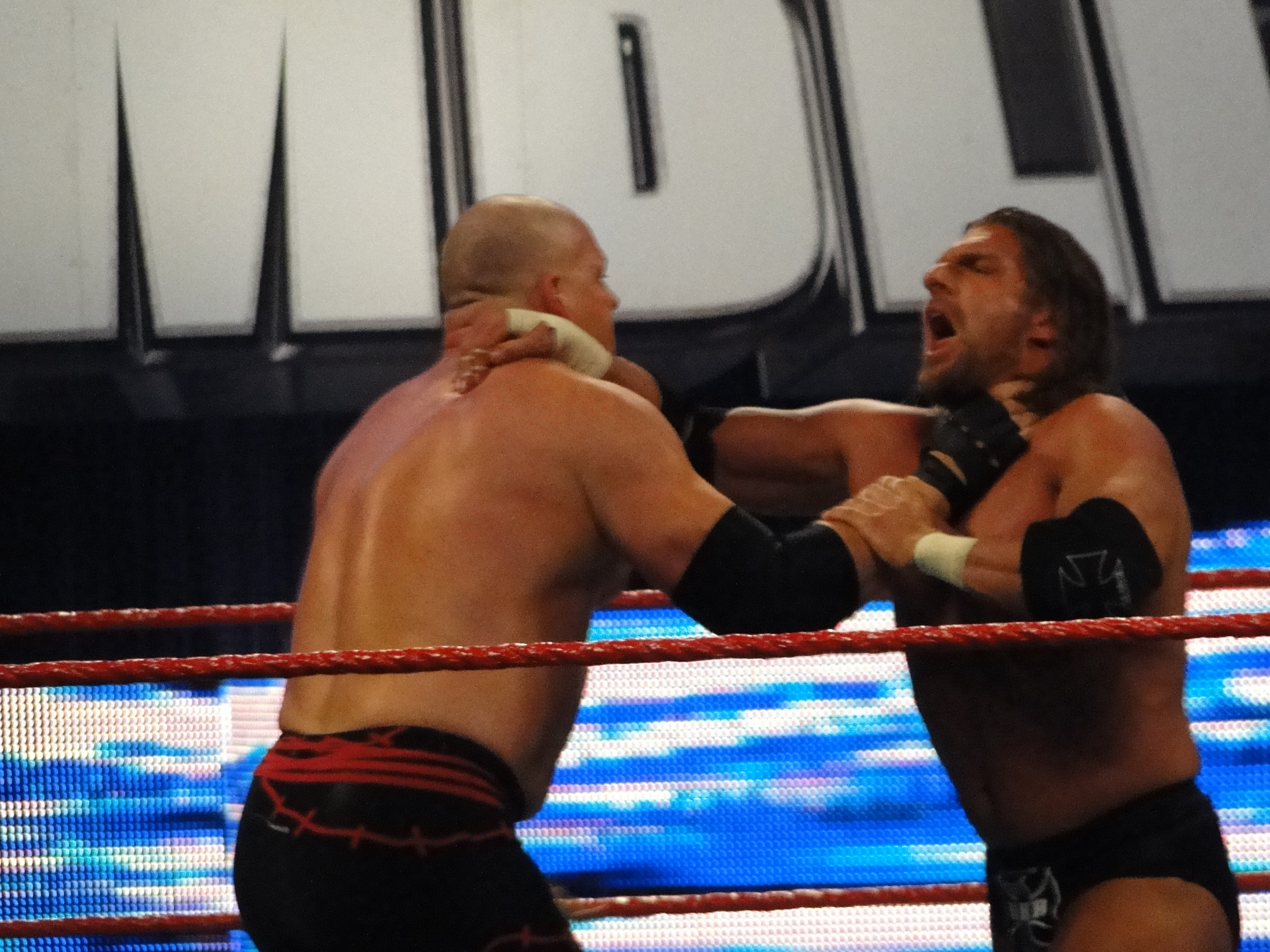
Kane atacando a Triple H durante el Royal Rumble

James Caldwell, del Pro Wrestling Torch, destacó las luchas de Randy Orton vs. Sheamus, The Undertaker vs. Rey Mysterio (2.5 sobre 5 ambas) y la Royal Rumble (4 sobre 5). Las peores fueron la de The Miz vs. Montel Vontavious Porter (1.5 sobre 5) y la de Mickie James vs. Michelle McCool, la cual no puntuó. Wade Keller, también del Pro Wrestling Torch, destacó la lucha entre Christian vs. Ezekiel Jackson, la de The Undertaker vs. Rey Mysterio (2.5 sobre 5 ambas) y la Royal Rumble (4 sobre 5). Las peores luchas fueron la de The Miz vs. MVP (1.75 sobre 5) y la de Mickie James vs. Michelle McCool, a la cual no puntuó.
Dale Plummer, del Canadian Online Explorer, le dio al evento entero una puntuación de 7 sobre 10, destacando la lucha de Christian vs. Ezekiel Jackson, The Miz vs. Montel Vontavious Porter (6 sobre 10 ambas) y The Undertaker vs. Rey Mysterio (7.5 sobre 10). Sin embargo, a la lucha entre Michelle McCool y Mickie James, le dio un 8 sobre 10, pero dijo que esa puntuación solo era "por el feudo y el desarrollo, no por la lucha libre profesional.".

## Resultados

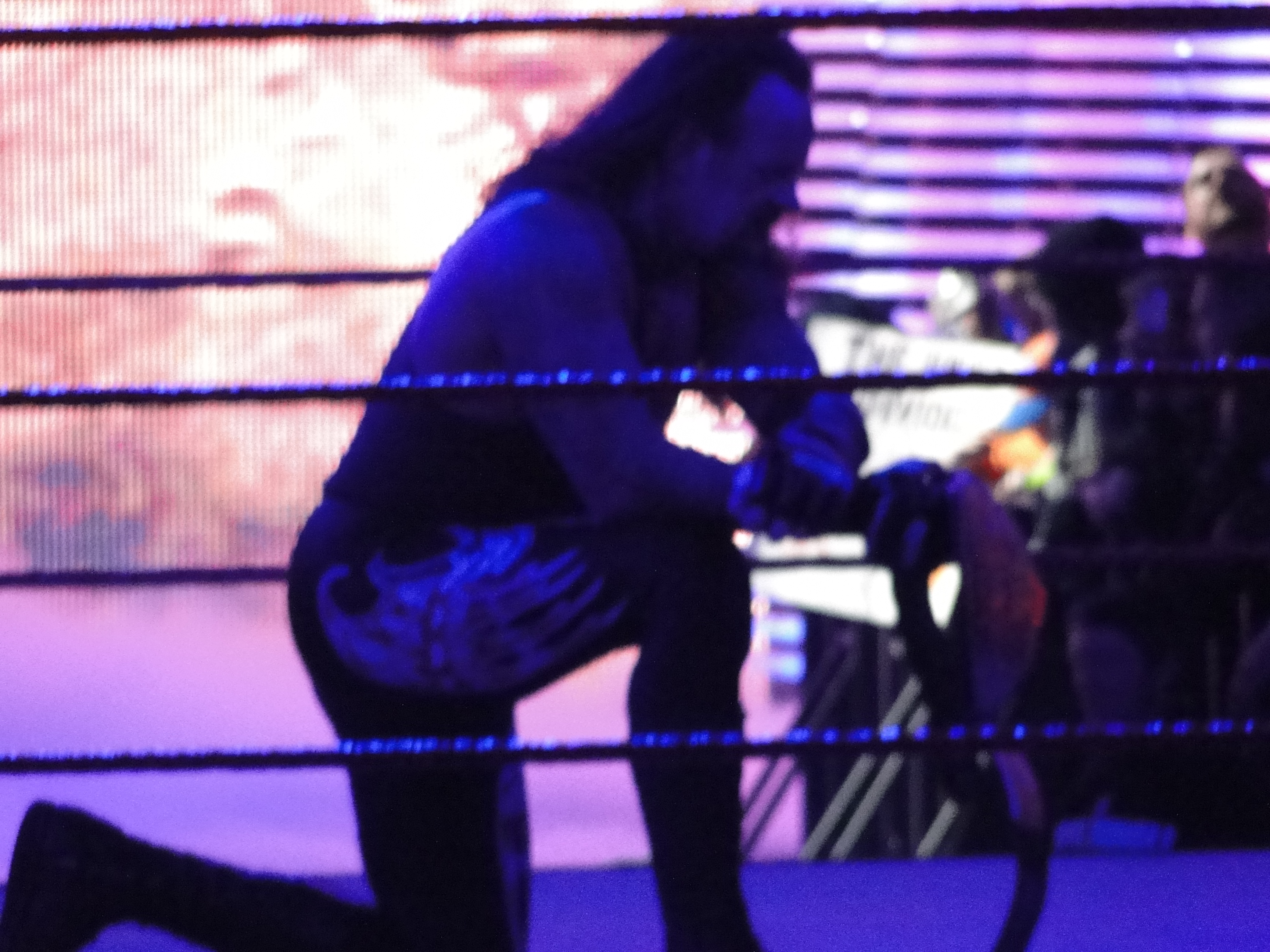
Undertaker después de derrotar a Rey Mysterio en Royal Rumble.

- Dark match: Gail Kim, Kelly Kelly, Eve & The Bella Twins (Brie & Nikki) derrotaron a Maryse, Alicia Fox, Jillian, Katie Lea Burchill & Natalya.
  - Kim cubrió a Maryse.
- Christian derrotó a Ezekiel Jackson (con William Regal) reteniendo el Campeonato de la ECW (17:59)
  - Christian cubrió a Jackson después de un "Killswitch".
  - El árbitro expulsó a Regal del ring por intervenir.
- The Miz derrotó a Montel Vontavious Porter reteniendo el Campeonato de los Estados Unidos de la WWE (7:30)
  - The Miz cubrió a MVP con un "Inside Cradle".
  - Después del combate, MVP le aplicó un "Playmaker" a The Miz.
- Sheamus derrotó a Randy Orton por descalificación reteniendo el Campeonato de la WWE (12:27)
  - Orton fue descalificado después de que Cody Rhodes golpeara a Sheamus.
  - Después de la lucha, Orton atacó a Rhodes y a Ted DiBiase. Luego recibió una "Brogue Kick" de Sheamus.
- Mickie James derrotó a Michelle McCool (con Layla) ganando el Campeonato Femenino de la WWE (0:20)
  - James cubrió a McCool después de un "Mickie-DDT".
  - Durante la lucha, Layla intentó interferir pero fue atacada accidentalmente por McCool.
  - Después del combate, Maria, Eve Torres, Gail Kim, The Bella Twins & Kelly Kelly salieron a felicitarla.
- The Undertaker derrotó a Rey Mysterio reteniendo el Campeonato Mundial Peso Pesado (11:07) 
  - The Undertaker cubrió a Mysterio después de un "Last Ride".
- Edge ganó el Royal Rumble 2010 (49:26)
  - Edge eliminó finalmente a John Cena, ganando la lucha.
  - Este fue el retorno de Edge a la WWE después de una lesión.
  - Durante la lucha, Punk atacó a Phoenix con un “Go to Sleep”.
  - Beth Phoenix es la segunda mujer en entrar a un Royal Rumble match
  - Durante la lucha, Beth beso a Khali para eliminarlo.

## Royal Rumble: entradas y eliminaciones

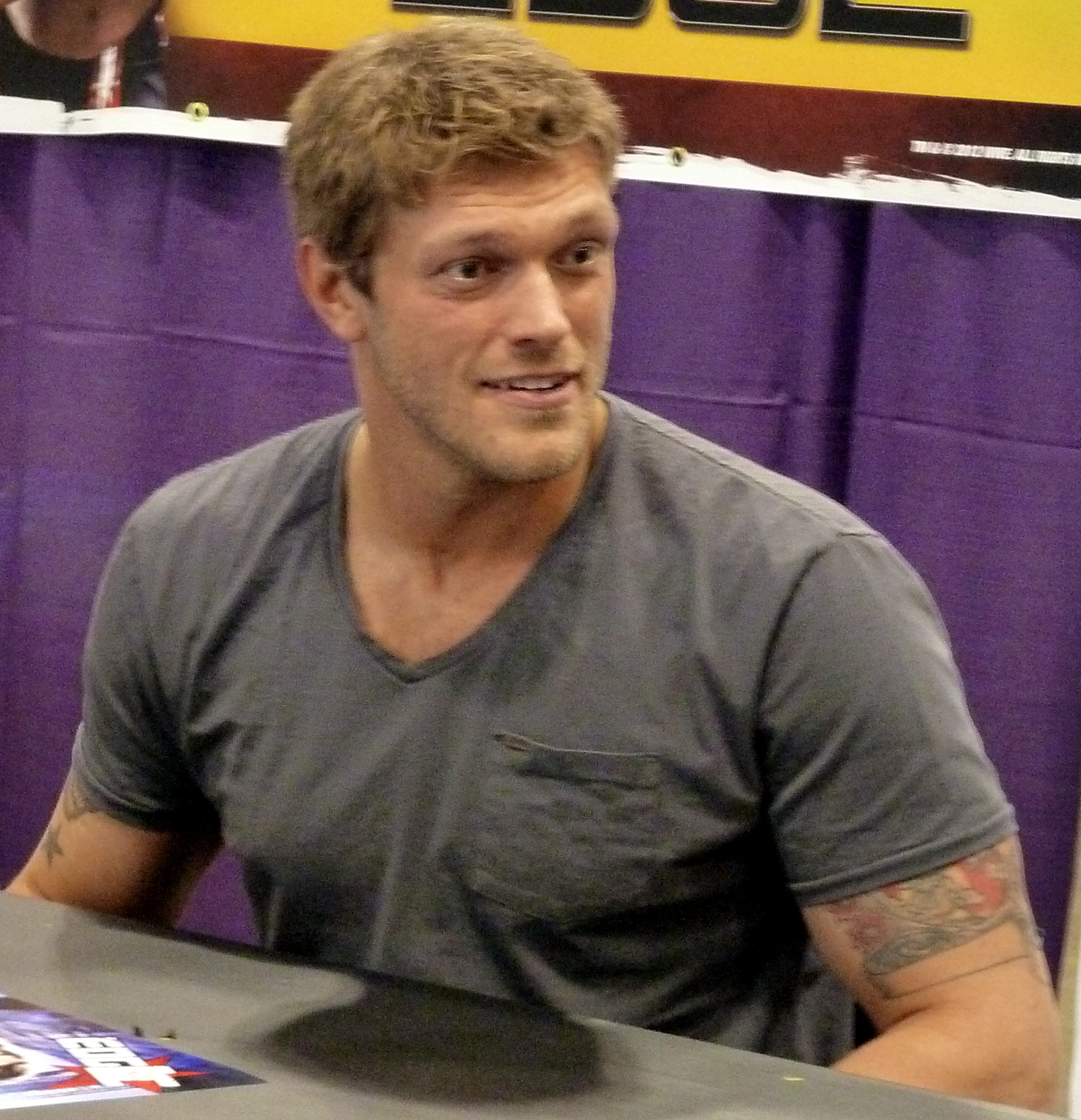
Edge, ganador del Royal Rumble 2010.

Rojo ██ indica las superestrellas de RAW, azul ██ indica las superestrellas de Smackdown!, y gris ██ indica las superestrellas de ECW. 
| Entradas | Entradas         | Eliminado por | Eliminado por       | Tiempo |
| -------- | ---------------- | ------------- | ------------------- | ------ |
| 1        | Dolph Ziggler    | 2             | Punk                | 02:29  |
| 2        | Evan Bourne      | 1             | Punk                | 02:26  |
| 3        | CM Punk          | 7             | Triple H            | 14:03  |
| 4        | JTG              | 3             | Punk                | 00:25  |
| 5        | The Great Khali  | 4             | Phoenix             | 01:39  |
| 6        | Beth Phoenix     | 5             | Punk                | 01:37  |
| 7        | Zack Ryder       | 6             | Punk                | 00:32  |
| 8        | Triple H         | 17            | Michaels            | 17:55  |
| 9        | Drew McIntyre    | 16            | Triple H & Michaels | 14:43  |
| 10       | Ted DiBiase      | 14            | Michaels            | 13:40  |
| 11       | John Morrison    | 15            | Michaels            | 11:37  |
| 12       | Kane             | 11            | Triple H            | 10:59  |
| 13       | Cody Rhodes      | 13            | Michaels            | 10:54  |
| 14       | MVP              | 9             | Él mismo            | 00:07  |
| 15       | Carlito          | 12            | Michaels            | 07:34  |
| 16       | The Miz          | 8             | MVP                 | 00:17  |
| 17       | Matt Hardy       | 10            | Kane                | 00:20  |
| 18       | Shawn Michaels   | 27            | Batista             | 20:45  |
| 19       | John Cena        | 29            | Edge                | 22:11  |
| 20       | Shelton Benjamin | 18            | Cena                | 00:48  |
| 21       | Yoshi Tatsu      | 19            | Cena                | 00:29  |
| 22       | The Big Show     | 22            | R-Truth             | 05:04  |
| 23       | Mark Henry       | 21            | R-Truth             | 03:09  |
| 24       | Chris Masters    | 20            | Big Show            | 00:29  |
| 25       | R-Truth          | 24            | Kingston            | 05:22  |
| 26       | Jack Swagger     | 23            | Kingston            | 02:06  |
| 27       | Kofi Kingston    | 25            | Cena                | 03:51  |
| 28       | Chris Jericho    | 26            | Edge                | 02:24  |
| 29       | Edge             | -             | Ganador             | 07:20  |
| 30       | Batista          | 28            | Cena                | 05:24  |

1. ↑  Durante su entrada fue atacado por The Miz, pero luego ingresó a la lucha poco después de la entrada de este último, y se autoeliminó llevándoselo consigo..
2. ↑  Después de ser eliminado atacó a dos árbitros y al segundo le aplicó una Sweet Chin Music

## Torneo para ser Retador al Campeonato de la ECW

### Luchas Clasificatorias
- Ezekiel Jackson derrotó a Vladimir Kozlov (con William Regal) (1:35)
- Kane derrotó a Zack Ryder (con Rosa Mendes)
- Vance Archer derrotó a Goldust (2:51)
- Yoshi Tatsu derrotó a Jack Swagger (14:14)
- Matt Hardy derrotó a Finlay (05:15)
- Evan Bourne derrotó a Mike Knox (12:45)
- Shelton Benjamin derrotó a Chavo Guerrero
- CM Punk derrotó a Mark Henry (7:45)

- Ezekiel Jackson ganó una Battle Royal entre todos los clasificados, eliminando al final a Kane y convirtiéndose así en el retador N.º 1 al Campeonato de la ECW

## Otros Roles
Comentaristas en Inglés
- Michael Cole
- Jerry Lawler
- Matt Striker

Comentaristas en Español
- Carlos Cabrera
- Hugo Savinovich

Anunciadores
- Tony Chimel (SmackDown)
- Justin Roberts (Raw, Royal Rumble)
- Savannah (ECW)